# Rockwell City
Rockwell City är administrativ huvudort i Calhoun County i delstaten Iowa. Orten har fått sitt namn efter bosättaren J.M. Rockwell. Rockwell City hade 1 709 invånare enligt 2010 års folkräkning.